# Puy Saint-Georges
Le puy Saint-Georges est un sommet du département du Tarn situé dans la commune de Saussenac. Par beau temps, depuis le sommet, on peut voir les Pyrénées.

## Histoire
Non loin de la base du puy Saint-Georges s'élève le dolmen du Gouty, en bordure de la route de Valderiès à Valence-d'Albigeois. La table assez massive 2,50 × 1,80 × 0,70 m et ses deux piliers sont en schiste compact veiné de quartz provenant semble-t-il des environs immédiats.
Le puy Saint-Georges est surplombé par les ruines d'une église  du XIIIe siècle. La tour qui lui servait de clocher, de construction légèrement antérieure, était une véritable fortification qui a pu servir de refuge à la population lors de la guerre de Cent Ans. Tout contre et au nord de l'édifice se trouvait le cimetière dont il ne reste plus de traces visibles et dans lequel aurait eu lieu la dernière sépulture vers 1826. D'après une tradition orale non encore vérifiée, plusieurs sarcophages y seraient enfouis.